# Datar Lebar (Semendo Darat Ulu)
Datar Lebar is een bestuurslaag in het regentschap Muara Enim van de provincie Zuid-Sumatra, Indonesië. Datar Lebar telt 897 inwoners (volkstelling 2010).